# Сколекс

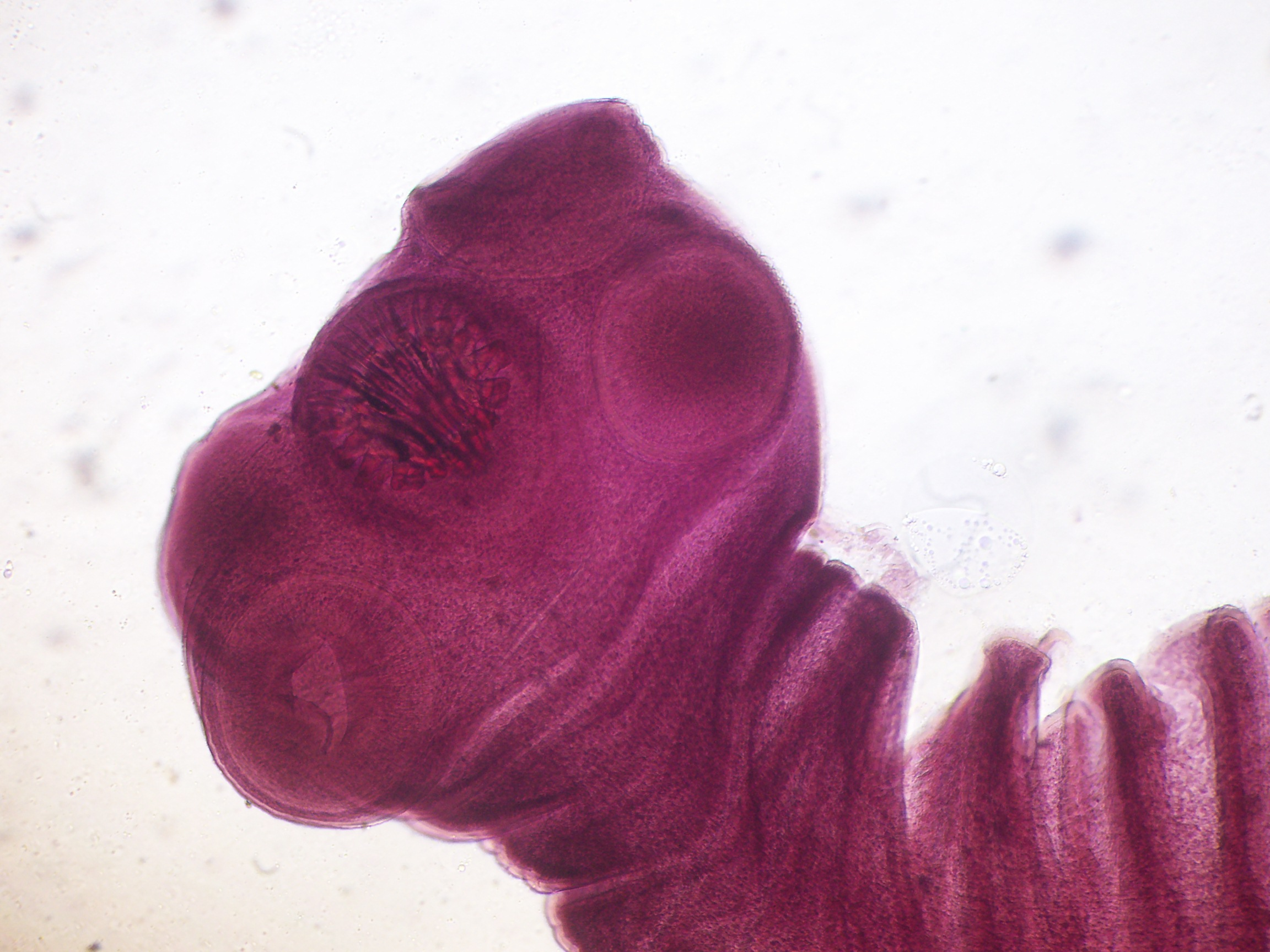
Сколекс свиного цепня

Ско́лекс (от греч. σκώληξ — «червь») — головная часть, передний отдел тела ленточных червей (цестод), где располагаются органы фиксации, при помощи которых эти паразиты прикрепляются к стенкам кишечника хозяина.
Сколекс имеет шишковидную или булавовидную форму и зачастую бывает снабжён специальными органами прикрепления: присосками, крючками, ботриями (продольными щелями). У более высокоразвитых ленточных червей сколекс снабжён четырьмя полушаровидными мускулистыми присосками. У многих цестод сколекс помимо присосок имеет ещё и особый мускулистый аппарат (хоботок), вооружённый хитиновыми крючьями.